# 滇藏掌叶报春
滇藏掌叶报春（学名：Primula geraniifolia），为报春花科报春花属下的一个植物种。生长在林缘和灌丛中，海拔3000-4000米。分布于尼泊尔、锡金、不丹。中国分布在西藏（亚东至察隅）和云南西北部（贡山、德钦）。模式标本采自亚东的春丕堂。